# زرالدة
زرالدة مدينة جزائرية تتبع ولاية الجزائر وهي بلدية ومقر الدائرة التي تحمل نفس الاسم.

## الشواطئ
تمتاز هذه البلدية العاصمية بساحل متوسطي طوله بعض الكيلومترات.
ويطل أو يرتبط ساحل هذه البلدية بخليج الجزائر ذي الحركية الكبيرة السياحية والتجارية.
كما تحتضن هذه البلدية العديد من الشواطئ البحرية.
- شاطئ خلوفي
- الشاطئ العائلي
- شاطئ المركب السياحي
- شاطئ الرمل الذهبي
- شاطئ سرف
- شاطئ الميدان

## أعلام
- عبد الغني بوزيدي
- ناصر بنمرة
- وليد عرجي
- علي بنفضاح

## مواضيع ذات صلة
- تاريخ ولاية الجزائر
- بلديات ولاية الجزائر
- دوائر ولاية الجزائر